# Richard Kalhous
Richard Kalhous (* 4. listopadu 1958) je bývalý český hokejový útočník.

## Hokejová kariéra
V československé lize hrál za TJ Gottwaldov a Teslu Pardubice. Odehrál 2 ligové sezóny, nastoupil ve 12 ligových utkáních, dal 1 gól a měl 1 asistenci. V nižších soutěžích hrál i za Slavii Praha.

## Klubové statistiky
| 1977/1978 | Tesla Pardubice | 1. liga | 5 | 0  | 0 | 0 | 0 |
| 1978/1979 | TJ Gottwaldov   | 1. liga | 7 | 1  | 1 | 2 | - |
| 1979/1980 | Slavia Praha    | 2. liga | - | 15 | - | - | - |